# San Carlos Sud
San Carlos Sud é uma comuna da Argentina localizada no departamento de Las Colonia, província de Santa Fé.